# برایان باروز (بازیکن فوتبال)
برایان باروز (انگلیسی: Brian Borrows؛ زادهٔ ۲۰ دسامبر ۱۹۶۰) بازیکن فوتبال اهل بریتانیا است.
از باشگاه‌هایی که در آن بازی کرده‌است می‌توان به باشگاه فوتبال سوئیندون تاون، باشگاه فوتبال بولتون واندررز، باشگاه فوتبال کاونتری سیتی، باشگاه فوتبال اورتون، و باشگاه فوتبال بریستول سیتی اشاره کرد.
وی همچنین در تیم ملی فوتبال England B بازی کرده‌است.